# Johann Karl Friedrich Rosenkranz
Johann Karl Friedrich Rosenkranz (Magdeburg, 23 d'abril de 1805 – Königsberg, 14 de juny de 1879) fou un filòsof alemany, deixeble de les doctrines de Hegel i Schleiermacher. Fou professor a la Universitat de Königsberg des de 1833 fins a la seva mort, encara que per a llavors havia quedat pràcticament cec. Se li recorda per la seva llarga trajectòria professional i per les seves nombroses publicacions. Entre la gran divisió de l'Escola hegeliana, en companyia de Michelet, se situà a «mig camí» entre la filosofia d'Erdmann i Gabler, i l'«extrema esquerra» representada per Strauss, Feuerbach i Bruno Bauer.

## Obres
- Kritik der Schleiermacherschen Glaubenslehre (Crítica de la doctrina de la creença de Schleiermacher, 1836).
- Psychologie oder Wissenschaft vom subjektiven Geist (Psicologia o ciència de l'esperit subjectiu, 1837–1863).
- Kritische Erläuterungen des Hegelschen Systems (Observacions crítiques sobre el sistema de Hegel, 1840).
- Vorlesungen über Schelling (Leccions sobre Schelling, 1842).
- System der Wissenschaft (Sistema de la ciència, 1850).
- Meine Reform der Hegelschen Philosophie (La meva reforma de la filosofia de Hegel, 1852).
- Aesthetik des Hässlichen (Estètica de la lletjor, 1853).
- Wissenschaft der logischen Idee (Ciència de la idea lògica, 1858–1859), amb un suplement (Epilegomena, 1862).
- Diderot's Leben und Werke (Vida i obra de Diderot, 1866).
- Erläuterungen zu Hegels Encyklopädie der philosophischen Wissenschaften (Observacions sobre l'Enciclopèdia de les ciències filosòfiques de Hegel (1871).